# Georgy Girl
Georgy Girl är en poplåt komponerad av Tom Springfield med text av Jim Dale, vilken spelades in av den australiensiska folkpopgruppen The Seekers. Låten användes i den brittiska komedifilmen Georgy Girl, vilken på svenska fick titeln Georgy - en ploygirl. Låten kom vid Oscarsgalan 1967 att nomineras till en Oscar för bästa sång.
Georgy Girl utgavs som singel i oktober 1966 och blev en av The Seekers stora hitlåtar.

## Listplaceringar
| Lista (1966-1967) | Position          |
| ----------------- | ----------------- |
| Australien        | 1 (Go Set)        |
| Danmark           | 13 (DR "Top 20")  |
| Irland            | 10                |
| Kanada            | 1                 |
| Nya Zeeland       | 1                 |
| Storbritannien    | 3                 |
| Sverige           | 14 (Kvällstoppen) |
| Sverige           | 7 (Tio i topp)    |
| USA               | 2                 |